# Gaffney
Gaffney es una ciudad situada en el condado de Cherokee, Carolina del Sur, Estados Unidos. Según el censo de 2020, tiene una población de 12 764 habitantes.

## Historia
El origen de Gaffney se debe a Michael Gaffney, un inmigrante de Irlanda, quien abriera a comienzos del siglo XIX un hotel en un cruce de calles. El lugar era conocido inicialmente por el nombre de Gaffney's Cross Roads. Desde 1872, tomó el nombre de Gaffney City y desde 1897 es sede del condado de Cherokee, que se formó con partes de los condados de York, Union y Spartanburg. Gaffney se convirtió en un centro textil en Carolina del Sur y fue hasta los años 1980 la espina dorsal del desarrollo económico del condado.

## Comunicaciones
La región norte del estado es servida por el Aeropuerto Internacional Greenville-Spartanburg (GSP International Airport), el mayor aeropuerto en Carolina del Sur. El condado de Cherokee es el único del estado que no cuenta con un aeropuerto. 
La localidad se encuentra conectada por la autopista Interestatal 85, que une Atlanta con Charlotte, y por la Interestatal 26, que discurre por Spartanburg hasta la costa atlántica. Desde la Interestatal 85 se puede apreciar uno de los símbolos de la ciudad, una torre de agua con forma de melocotón (Peachoid). 
El transporte público es operado por la Gaffney Cab Company.

## Política
El concejo de la comunidad está compuesto por el alcalde y seis representantes distritales. 

## Sitios de interés
En la antigua Central School se instauró el Cherokee County History and Arts Museum, que se concentra en la historia del condado de Cherokee y exhibe artesanías de los cherokee. El edificio de correos se va a convertir en un centro de visitantes con una sala de reuniones para la comunidad y galerías de arte. También está planificada la construcción de un centro de cultura.
Los miércoles y sábados entre junio y septiembre se instala una feria de agricultores frente a la antigua oficina de correos. 

## Medios de comunicación
En la localidad hay dos periódicos, The Cherokee Chronicle y el The Gaffney Ledger, que aparecen alternativamente entre semana. El Spartanburg Herald-Journal, de la localidad vecina de Spartanburg, ofrece información del ámbito nacional e internacional. También cuenta con tres emisoras de radio local: WZZQ (AM y FM, noticias de la comunidad local y música country), WYFG (FM, música gospel) y WFGN (AM, cristiana). 

## Escuelas
El Cherokee County School District es el responsable de la educación en la ciudad de Gaffney. En la localidad se encuentra el Spartanburg Community College. con el Campus del Condado de Cherokee, y la Universidad de Limestone. Hay dos escuelas privadas de primaria y secundaria (la Village School of Gaffney y la Gaffney Christian Academy) y varias públicas, incluyendo la Gaffney High School, cuyo equipo de fútbol americano es conocido regionalmente.

## Personas destacadas
Las siguientes personalidades nacieron, vivieron o están en cierto modo unidos con Gaffney.
- Andie MacDowell, actriz
- W.J. Cash, escritor
- Kertus Davis, piloto de NASCAR
- Robert E. Hall, undécimo Sergeant Major of the Army (desde el 21 de octubre de 1997 hasta el 23 de junio de 2000)
- Mikki Moore, jugador de baloncesto de los Sacramento Kings.
- Rocky McIntosh, jugador de fútbol americano de Washington Redskins
- Sidney Rice, jugador de fútbol americano de los Minnesota Vikings
- Dominique Stevenson, exjugador de fútbol americano de los Tennessee Volunteers y de los Buffalo Bills.

### En la ficción
- Gaffney es el lugar de origen de Francis Underwood, protagonista de la serie de Netflix House of Cards.